# Ochrotrichia weddleae
Ochrotrichia weddleae är en nattsländeart som beskrevs av Ross 1944. Ochrotrichia weddleae ingår i släktet Ochrotrichia och familjen smånattsländor. Inga underarter finns listade i Catalogue of Life.